# So Shall Ye Reap (film 1911)
So Shall Ye Reap è un cortometraggio muto del 1911. Non si conosce il nome del regista, né si hanno altri dati certi del film, prodotto dalla Independent Moving Pictures Co. of America (IMP).

## Produzione
Il film fu prodotto dall'Independent Moving Pictures Co. of America (IMP).

## Distribuzione
Il film - un cortometraggio in una bobina - uscì nelle sale il 30 marzo 1911, distribuito dalla Motion Picture Distributors and Sales Company.